# In Our Small Way
«In Our Small Way» — en inglés: En nuestro pequeño camino— es una canción del cantante y bailarín estadounidense Michael Jackson, publicado el 24 de enero de 1972, por la compañía discográfica Motown. Fue escrita por la estadounidense Beatrice Verdi y Christine Yarian y producida por Berry Gordy; es la cuarta canción del primer álbum de estudio de Michael, "Got to Be There", y publicado como una cover en su siguiente álbum Ben, el 4 de agosto de 1972. Se volvió rápidamente uno de los éxitos del álbum.  